# Гипертекст (премия)
«Гипертекст» — всероссийская литературная премия, учрежденная «Литературной газетой» 
при поддержке Президентского фонда культурных инициатив.

## Порядок присуждения премии
Премия вручается ежегодно в пяти номинациях: «Проза», «Поэзия», «Слово молодым», «Русский перевод», «Литературный блогер» и «За вклад в литературный процесс»
На соискание премии в номинациях «Проза» и «Поэзия» принимаются литературные произведения на русском языке,
которые были впервые изданы в течение двух лет до объявления конкурса. В номинации «Слово молодым» участвуют работы
начинающих авторов. В номинации «Русский перевод» оцениваются переводы произведений с языков народов России. В номинации «Литературный блогер»
принимают участие авторы блогов, направленных на популяризацию литературы.
Оценивают работы члены жюри, которые сперва определяют длинный список, затем — список финалистов, из которого выбирают победителей.
В разные годы в состав жюри входили Дмитрий Воденников, Игорь Волгин, Вадим Левенталь, Сергей Носов, Сергей Филатов и другие.
Председатель жюри — главный редактор «Литературной газеты» Максим Замшев.

## Лауреаты премии

### 2023 год
- В номинации «Проза» — Павел Крусанов;
- В номинации «Поэзия» — Влад Маленко;
- В номинации «Слово молодым» — Анна Гурина, Анна Долгарева, Полина Кондратенко, Игорь Озёрский, Анастасия Сопикова;
- В номинации «Русский перевод» — Еремей Айпин, Александр Соловьёв, Эрдни Эльдышев;
- В номинации «Литературный блогер» — Сергей Ефимов, Дэви Наир, Иван Родионов, Станислав Секретов, Наталья Суховейко;
- В номинации «За вклад в литературный процесс» — Виктория Токарева[1][2][3].

### 2024 год
- В номинации «Проза» — Алексей Варламов;
- В номинации «Поэзия» — Дмитрий Мурзин;
- В номинации «Слово молодым» — Ксения Аксёнова, Дмитрий Кравченко, Максим Симбирёв, Роман Сорокин, Анна Чухлебова;
- В номинации «Русский перевод» — Муталип Беппаев, Вячеслав Ар-Серги;
- В номинации «Литературный блогер» — Марина Битокова, Юлия Комарова, Ирина Кормильцева, Юрий Татаренко, Евгения Шепелева;
- В номинации «За вклад в литературный процесс» — Борис Бартфельд[4][5][6].

### 2025 год
- В номинации «Проза» — Михаил Попов
- В номинации «Поэзия» — Юрий Кублановский
- В номинации «Слово молодым» — Александр Антипов, Екатерина Годвер, Алексей Колесников, Валерия Троицкая, Яна Яжмина
- В номинации «Русский перевод» — Елена Афанасьева, Бийке Кулунчакова
- В номинации «Литературный блогер» — Лидия Важинская, Гузель Зиятдинович, Константин Комаров, Александра Макарова, Сергей Сызганцев
- В номинации «За вклад в литературный процесс» — Кристина Потупчик[7]